# Dryopteris doluchanovii
Dryopteris doluchanovii är en träjonväxtart som beskrevs av Askerov. Dryopteris doluchanovii ingår i släktet Dryopteris och familjen Dryopteridaceae. Inga underarter finns listade.